# Puig dels Falguers
El Puig dels Falguers és una muntanya de 761 metres que es troba entre els municipis de Cantallops i la Jonquera, a la comarca catalana de l'Alt Empordà.